# Tenor (sito web)
Tenor è un motore di ricerca e una base di dati di GIF.
Originariamente chiamato Riffsy, nel 2018 Tenor è stato acquistato da Google.